# Clubbing

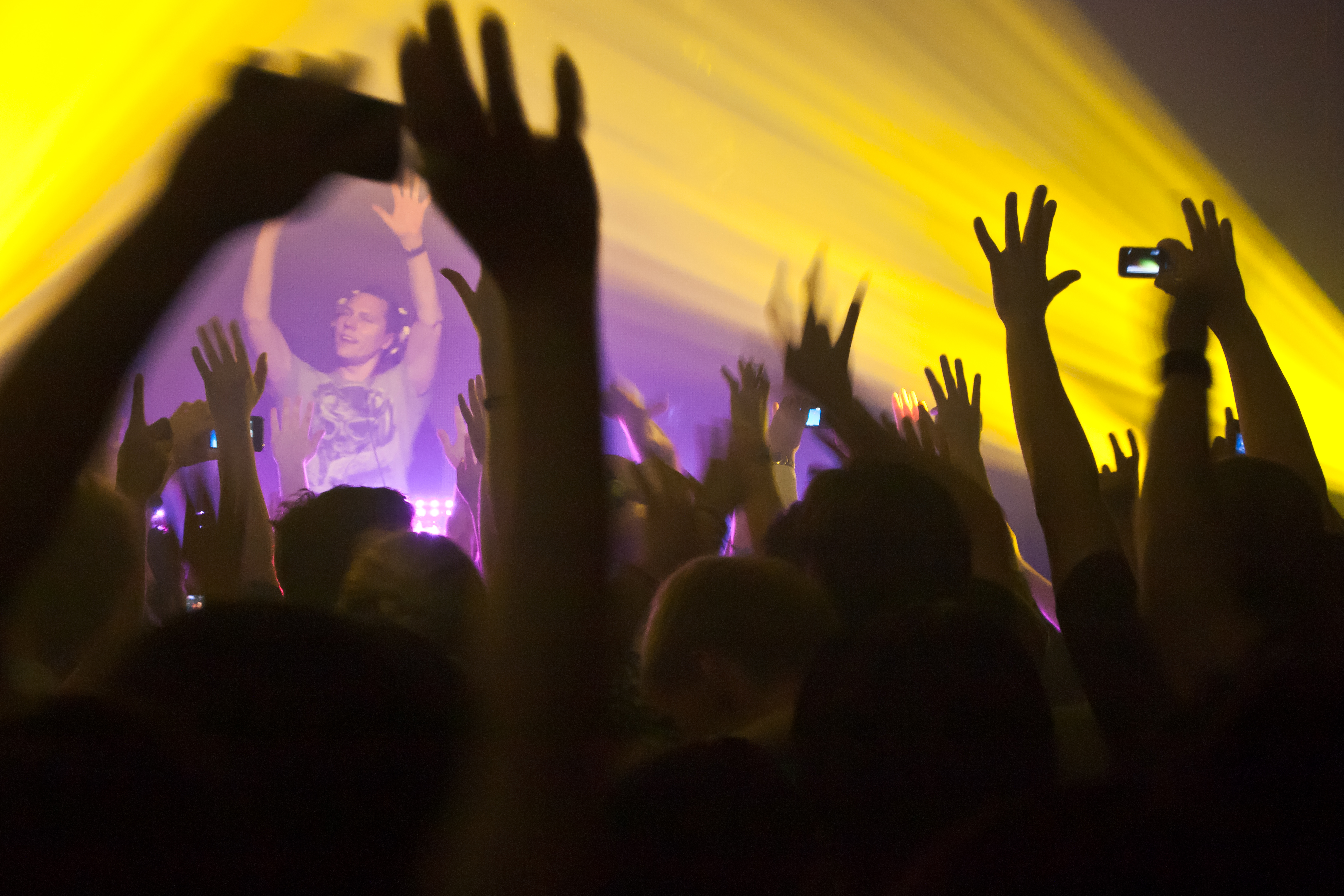
DJ Tiesto performant dans la boite de nuit 808 à Bangkok en Thaïlande.

Le clubbing — anglicisme et néologisme dérivé du verbe to club, lui-même dérivé de nightclub qui désigne une boîte de nuit — est le fait de sortir en discothèque de façon récurrente. Les adeptes de ce type de comportement lié au monde de la nuit sont appelés des clubbers, plus ou moins rattachés à des formes de cultures alternatives.
L'origine de ce mot provient de l'institution d'espaces de socialisation dans la culture anglo-saxonne ou américaine tels que forgés par les gentlemen's clubs et certaines diasporas à partir de la fin du XIXe siècle, en lien avec la montée de l'industrie des loisirs et l'urbanisation.
Il prend une dimension internationale depuis les années 1970, certain clubs devenant alors de véritables « spots » (San Francisco, Los Angeles, New York, Manchester, Ibiza, Paris, New York, Chicago, etc.), animés par des deejays officiant de place en place.
En tant que mode, le clubbing possède souvent ses propres codes vestimentaires, verbaux, et surtout musicaux. 